# The Sky Is Crying (chanson)
Pour l’article homonyme, voir The Sky Is Crying.
The Sky Is Crying est une chanson écrite et enregistrée par Elmore James en 1959, devenue un standard du blues. Désignée comme « une de ses compositions les plus durables », The Sky Is Crying est devenu un hit dans les charts R&B et a été interprétée et enregistrée par de nombreux artistes.

## Chanson originale
The Sky Is Crying est un blues à 12 mesures sur un tempo lent, sur une mesure à 
, en clé d'ut. Chanson improvisée, inspirée par un déluge qui s'était abattu sur Chicago pendant la séance d’enregistrement, elle met en vedette le travail de guitare slide et le chant d'Elmore James. Il est entouré des musiciens qui l'accompagnent de longue date, les Broomdusters, à savoir : J. T. Brown au saxophone, Johnny Jones au piano, Odie Payne à la batterie, et Homesick James à la basse. Le son de slide guitar inimitable de James sur l'enregistrement a suscité un débat ; Homesick James l'attribue à une technique de studio d'enregistrement, d'autres ont suggéré l'utilisation d'un amplificateur ou un réglage de guitare particulier, et Ry Cooder estime qu'il s'agit d'une guitare tout à fait différente de l'habituelle Kay acoustique de James, avec un micro attaché.
Le single, attribuée à « Elmo James and His Broomdusters », se classe en 15e position des charts rhythm & blues du magazine Billboard en 1960, ce qui en fait le dernier titre de James classé avant sa mort, en 1963. James enregistre une variante de la chanson, The Sun Is Shining, en avril 1960, cinq mois après la date d'enregistrement de The Sky Is Crying (bien que certains placent « Sun » comme un précurseur du « Sky », peut-être parce que l'essentiel des enregistrements de James pour Fire, Fury ou Enjoy ont eu lieu après les enregistrements pour Chess).

## Autres interprétations
The Sky Is Crying a été interprétée et enregistrée par beaucoup d'artistes de blues ou d'autres styles.
- En 1963, l'harmoniciste et chanteur Sonny Boy Williamson II enregistre la chanson dans le style country blues, avec Matt Murphy à la guitare acoustique, pour son album Keep It to Ourselves.
- En 1964, Eric Clapton enregistre avec The Yardbirds un blues lent en live qui inclut quelques lignes issues de The Sky Is Crying (Blueswailing juillet '64 (live)).
- En 1966, les Yardbirds font un enregistrement live de The Sun Is Shining pour la BBC avec Jeff Beck à la guitare slide (BBC Sessions).
- Hound Dog Taylor enregistre une version live avec Little Walter à l'harmonica, lors de l'American Folk Blues Festival de 1967 (disque vinyle paru chez Fontana). Plus tard, il enregistre une nouvelle version live avec The HouseRockers à Boston en 1972 (Live at Joe's Place).
- En 1969, Albert King enregistre la version qui deviendra un de ses classiques sur l'album Years Gone By, plus tard adopté par Stevie Ray Vaughan. Albert King enregistre plusieurs versions live de la chanson au cours de sa carrière.
- Luther Allison l'enregistre en 1969 sur son premier album, Love Me Moma, et inclus souvent la chanson dans ses performances live.
- Earl Hooker la publie sur Don't Have to Worry en 1969.
- The Allman Brothers Band la jouent aux funérailles de Duane Allman en 1971 et elle devient dès lors un de leurs titres incontournables.
- Freddie King l'enregistre sur l'album Texas Cannonball en 1972.
- Bonnie Raitt et Lowell George la jouent live en 1972 pour une radio américaine, prestation publiée en 2014 sur l'album Ultrasonic studios 1972.
- Eric Clapton publie une version studio sur son album de 1975, There's One in Every Crowd.
- John Hammond l'intègre dans son album John Hammond Solo en 1976.
- Mike Bloomfield la joue en concert à San Francisco en 1977, l'enregistrement figure sur l'album Live at the Old Waldorf paru en 1998.
- En 1977, George Thorogood l'enregistre pour son deuxième album, Move It on Over. Une version live est présente sur son album Live Thorogood en 1986.
- Stevie Ray Vaughan enregistre la chanson durant les sessions de Sout to Soul en 1985, mais elle n'est pas publiée avant la compilation posthume de 1991 The Sky Is Crying.
- B. B. King l'interprète sur scène à Los Angeles en 1987, accompagné d’Albert King, Stevie Ray Vaughn et Paul Butterfield (DVD B.B. King and Friends: a Night of Blistering Blues).
- Gary Moore l'enregistre pour son album de 1992 Blues Alive.
- Une version live apparaît sur Live in NYC '97 de Johnny Winter.
- En 1998, John Martyn l'enregistre sur son album de reprises The Church with One Bell.
- Jean-Jacques Milteau la joue sur l'album Blues Live en 1998.
- Etta James enregistre la chanson pour l'album Blues to the Bone qui obtient un Grammy Award en 2004.

## Reconnaissance
En 1991, The Sky Is Crying d'Elmore James est intronisée au Blues Foundation Hall of Fame dans la catégorie « Enregistrements classiques du Blues ». Le producteur Bobby Robinson déclare que la chanson est « un vecteur magnifique tant pour le chant blues empli d'émotion d'Elmore que le son de sa guitare slide ».